# Сулејманаме
Сулејманаме (тур. Süleymannâme) јесте књига о животу османског султана Сулејмана Величанственог. Са 65 минијатурних слика декорисаних златом, она описује битке, лов и опсаде. Написана је од стране Фетулах Арифи челебија на персијском језику и илустрована од стране пет непотписаних уметника. Сулејманаме је пети том и прва илустрована историјска књига османске династије. Тренутно се налази у музеју Топкапи, у Истанбулу.

## Уметност за време Сулејмана Величанственог
Сулејман је био познат по својој великодушности и љубављу према уметности, што је помогло у неговању златног доба османске културе. Сулејман је запошљавао мушке уметнике и занатлије европског и турског порекла, који су створили визуелни језик који се састоји од синтезе традиција, посебно у архитектури и рукописима. Ехл-и Хиреф (Заједница Талентованих), високо организована група царских занатлија радила за султана и његову породицу.
Илустроване историјске књиге попут Сулејманаме су биле прављене да би узвисиле живот султана или за свечаности и кампање у царству. Иако Сулејманаме приказује историјске догађаје, није поуздан историјски извор, због приказа султана. Представља уметничку интерпретацију османске династије. Овакве књиге су прављене за приватне сврхе чланова династије.

## Галерија
- Акинџије, приказ у књизи.
- Егзекуција затвореника у Београду.
- Слика из књиге Сулејманаме.
- Приказ акинџија.
- Османски ансамбл.
- Јањичари и витези.